# Tricloroanisolo
Tricloroanisolo (TCA) è il nome con il quale viene comunemente chiamato uno degli isomeri clorurati dell'anisolo, il 2,4,6-tricloroanisolo.
Il tricloroanisolo è la sostanza che conferisce al vino il cosiddetto sentore di tappo. Inoltre il TCA è stato individuato come uno dei maggiori responsabili del cosiddetto "Difetto di Rio", che può affliggere i caffè provenienti dall'America Centrale e Meridionale, un'espressione che si riferisce a un gusto descritto come di medicinale, fenolico o simile allo iodio. Il responsabile del sentore di tappo è un fungo, l'Armillaria mellea, parassita della quercia da sughero. Nel caso il fungo si sviluppi in un tappo di sughero, si avrà la formazione di tricloroanisolo (TCA) quale prodotto del metabolismo secondario, che conferirà al vino un odore che può essere descritto come quello di un quotidiano ammuffito, cane bagnato o cantina umida. 
L'odore del TCA non è percepito direttamente poiché la molecola sopprime il segnale tasduttorio dell'olfatto.

## Metodologie di rilevamento
Il rilevamento del TCA (2,4,6-tricloroanisolo) in campioni di vino o caffè può essere effettuato mediante diverse tecniche avanzate. Una delle tecniche standard è la cromatografia gas-liquido accoppiata alla spettrometria di massa (GC-MS). La GC-MS è considerata il gold-standard nella rilevazione del TCA. In particolare, la GC-MS può operare in diverse modalità come GC-EI-MS, GC-NCI-MS e GC-HRMS per migliorare sia la selettività che la sensibilità nella rilevazione del TCA, con la modalità GC-HRMS in modalità EI che ha mostrato i limiti di rilevazione più bassi per il TCA nei vini. Un'altra metodologia impiega la microestraxione in fase solida (SPME), una procedura di campionamento automatica senza solventi, accoppiata all'analisi GC-MS, per il rilevamento rapido del TCA nel vino. Inoltre, è stata confermata la presenza e i livelli relativi di TCA nel caffè verde mediante analisi GC-MS.

## Struttura chimica e Proprietà
Il TCA è un derivato clorurato dell'anisolo. Mentre l'anisolo è un composto organico con formula CH3OC6H5, il TCA presenta una struttura di monometossibenzeno in cui uno degli idrogeni è sostituito da un gruppo metossi, con la formula molecolare C7H5Cl3O. La presenza di tre atomi di cloro rende il TCA significativamente più reattivo e meno solubile in acqua rispetto all'anisolo. La struttura base di TCA e anisolo è simile, ma la presenza degli atomi di cloro nel TCA altera le sue proprietà chimiche e fisiche. L'anisolo è una sostanza liquida incolore a temperatura ambiente con un odore piacevole, simile all'etere, mentre il TCA, essendo un derivato clorurato, ha proprietà diverse, inclusa una reattività aumentata.